# 乌鲁瓦提水库
乌鲁瓦提水库，位于中华人民共和国新疆维吾尔自治区和田市喀拉喀什河出山口处，是一座具有灌溉、防洪、发电、水产养殖、生态保护及旅游等多功能的大（2）型山区拦河高坝水库。乌鲁瓦提水利枢纽工程于1993年8月开始修建，2001年竣工。水库大坝以上集水面积19983平方千米，总库容3.47亿立方米。水库大坝为混凝土面板砂砾石坝，主坝最大坝高133米，坝顶宽12米，长365米；副坝高67米，长108米。拦河坝后建有装机容量4×15兆瓦的水电站，年发电量1.97亿千瓦时。水库正常蓄水位1962米，回水长23.5千米，水面面积12.93平方千米。库区环境宜人，已成为中国国家4A级旅游景区。